# Социјална зрелост
Социјална зрелост је важан аспект зрелости личности који обухвата особине, као што су: социјална осетљивост, независност, социјална интелигенција, поштовање социјалних норми, спремност на сарадњу, способност успостављања и одржавања социјалних односа, одговорно извршавање преузетих задужења и обавеза, поузданост у интерперсоналним односима итд.